# Улла Эхо-Саарио
Лайла Улла-Майя Эхо-Саарио, родилась 4 июля 1959 года в Хельсинге в Финляндия, является финским кантором, органистом и дирижером.

## Биография
Эхо-Саарио родилась в семье фермеров в муниципалитете Хельсинге. Как ребенок, она получала уроки игры на фортепиано и начала посещать музыкальную школу в девять лет. Она училась в старшей и средней школе в Хюрыля в Туусула, а в 1987 году окончила отделение церковной музыки Академия имени Сибелиуса. В Сибелиус-Академии она познакомилась с Тимо Саарио, и позже пара поженилась в Сиунтио, где семья проживает. У пары есть двое детей.
С 1984 по 1990 год Эхо-Саарио работала в Карьялохья и там заинтересовалась хоровым искусством. В Вихтисской церкви она начала работать в апреле 1990 года. Там она руководит девичьим хором Työttokuoro Piritat, хором резервных офицеров Vihdin reserviläiskuoro и хором Vihdin päiväkuoro. Все хоры выступают на мероприятиях церкви, богослужениях и в собственных концертах и поездках хоров. Особенно хор Tyttökuoro Piritat путешествовал по Финляндии и за рубежом, в том числе в Швецию, Эстонию, Польшу, Испанию, Шотландию и Венгрию.
Эхо-Саарио также записала несколько компакт-дисков с девичьим хором. В свободное время она руководит музыкальной школой для родителей и детей в Нуммела в Вихти.
Капитула Эспо сколы присвоила ей почетное звание Director Cantus.

## Награды
- Director Cantus
- Медаль бронзового класса Союза резервных офицеров Финляндии
- Медаль золотого класса Финляндского ветеранского союза
- Медаль золотого, серебряного и бронзового классов за работу в приходе
- Медаль золотого класса Союза инвалидов войны
- Знак заслуг Фронтового ветеранского союза Финляндии
- Медаль золотого класса Фронтового ветеранского союза Финляндии
- Золотая медаль Фронтового ветеранского союза Финляндии
- Особая заслуженная медаль для канторов Финляндского союза церковной музыки
- Флаг Фронтового ветеранского союза Вихти
- Флаг Фронтового ветеранского союза Финляндии